# Miněralnyje Vody
Miněralnyje Vody (rusky Минеральные Воды, neformálně i Минводы – Minvody) je město v Stavropolském kraji v Ruské federaci. Při sčítání lidu v roce 2010 mělo přes šestasedmdesát tisíc obyvatel.

## Poloha a doprava
Miněralnyje Vody leží v Předkavkazí na řece Kumě, přítoku Kaspického moře. Od Stavropolu, správního střediska oblasti, jsou vzdáleny přibližně 170 kilometrů jihovýchodně.
Miněralnyje vody se nazývají podle minerálních pramenů hojně v oblasti přítomných, ovšem samy jsou spíš dopravním uzlem a střediskem oblasti minerálních vod než lázněmi. Lázeňská města jsou ta okolní, například Pjatigorsk, Železnovodsk, Jessentuki a Kislovodsk.
Město je významným železničním uzlem Severokavkazských drah. Vede přes ně také dálnice R217 od Tichorecku do Magaramkentu, po které je v úseku z Miněralných vod do Beslanu trasována evropská silnice E117 vedoucí pak dále na jih až do Arménie
V blízkosti města (zhruba 4 km) se nachází mezinárodní letiště, odkud denně létá několik letů do Moskvy, ale i zahraničních destinací, jako například Baku, Dubaj, Heraklion, Jerevan, Bangkok nebo Istanbul.

## Dějiny
Miněralnyje Vody vznikly jako stejnojmenná železniční stanice v sedmdesátých létech devatenáctého století se stavbou železnice vedoucí z Rostova na Donu do Vladikavkazu a dokončené v roce 1875. Sídlo okolo stanice vznikající se ovšem původně jmenovalo Sultanovskij (Султановский); k přejmenování na Miněralnyje Vody došlo až v roce 1920 spolu s povýšením na město.
Za druhé světové války bylo město od srpna 1942 do ledna 1943 pod kontrolou německé armády a rovněž během války bylo značně poničeno.